# Briffaud GB-80
Dimensions
Le Briffaud GB-80 est un planeur conçu par Georges Briffaud au milieu des années 1950 après le GB-6.